# 雅克·马絮
雅克·埃米尔·马絮（法語：Jacques Émile Massu，法語發音：[ʒak masy]；1908年5月5日– 2002年10月26日），法国将军，曾参加过第二次世界大战、第一次印度支那戰爭、第二次中东战争及阿尔及利亚战争。
阿尔及利亚战争期间，马絮曾为1958年5月法国政变的领导者之一，并促进法兰西第四共和国倒台及戴高乐领导的法兰西第五共和国成立。

## 更多阅读
- Aussaresses, General Paul, The Battle of the Casbah: Terrorism and Counter-Terrorism in Algeria, 1955-1957. New York: Enigma Books, 2010. ISBN 978-1-929631-30-8ISBN 978-1-929631-30-8.